# World Badminton Grand Prix 1997
Der World Badminton Grand Prix 1997 war die 15. Auflage des World Badminton Grand Prix. Die Turnierserie bestand aus 19 internationalen Meisterschaften. Am Ende der Saison wurde ein Grand Prix Finale ausgetragen.

## Austragungsorte
| Veranstaltung       | Ort           | Preisgeld    | IBF-Wertungskategorie | Datum        |
| ------------------- | ------------- | ------------ | --------------------- | ------------ |
| Chinese Taipei Open | Taipeh        | 170.000 US $ | 5 Sterne              | 7.–12.1.     |
| Japan Open          | Tokio         | 170.000 US $ | 5 Sterne              | 14.–19.1.    |
| Korea Open          | Seoul         | 250.000 US $ | 6 Sterne              | 20.–26.1.    |
| India Open          | Neu-Delhi     | 125.000 US $ | 4 Sterne              | 11.–16.2.    |
| Swedish Open        | Borlänge      | 80.000 US $  | 3 Sterne              | 5.–9.3.      |
| All England         | Birmingham    | 125.000 US $ | 4 Sterne              | 10.–15.3.    |
| Swiss Open          | Basel         | 125.000 US $ | 4 Sterne              | 19.–23.3.    |
| Polish Open         | Warschau      | 35.000 US $  | 1 Sterne              | 25.–29.3.    |
| Malaysia Open       | Kota Kinabalu | 180.000 US $ | 5 Sterne              | 9.–13.7.     |
| Indonesia Open      | Surakarta     | 200.000 US $ | 6 Sterne              | 16.–20.7.    |
| Singapore Open      | Singapur      | 170.000 US $ | 5 Sterne              | 21.–27.7     |
| Russia Open         | Moskau        | 100.000 US $ | 3 Sterne              | 28.–31.8.    |
| US Open             | Orange        | 200.000 US $ | 6 Sterne              | 9.–14.9.     |
| German Open         | Saarbrücken   | 170.000 US $ | 5 Sterne              | 2.–5.10.     |
| Dutch Open          | Den Bosch     | 30.000 US $  | 1 Sterne              | 8.–12.10.    |
| Denmark Open        | Vejle         | 120.000 US $ | 4 Sterne              | 15.–19.10    |
| Hong Kong Open      | Hongkong      | 170.000 US $ | 5 Sterne              | 29.10.–2.11. |
| China Open          | Shanghai      | 170.000 US $ | 5 Sterne              | 5.–9.11.     |
| Thailand Open       | Bangkok       | 120.000 US $ | 4 Sterne              | 12.–16.11    |
| Vietnam Open        | Hanoi         | 90.000 US $  | 3 Sterne              | 19.–23.11.   |
| Grand Prix Finale   | Jakarta       | 380.000 US $ | –                     | 10.–14.12.   |

## Die Sieger
| Veranstaltung       | Herreneinzel           | Dameneinzel        | Herrendoppel                          | Damendoppel                   | Mixed                               |
| ------------------- | ---------------------- | ------------------ | ------------------------------------- | ----------------------------- | ----------------------------------- |
| Chinese Taipei Open | Peter Gade             | Camilla Martin     | Sigit Budiarto Candra Wijaya          | Park Soo-yun Yim Kyung-jin    | Sandiarto Finarsih                  |
| Japan Open          | Peter Rasmussen        | Mia Audina         | Rexy Mainaky Ricky Subagja            | Ge Fei Gu Jun                 | Liu Yong Ge Fei                     |
| Korea Open          | Thomas Stuer-Lauridsen | Ye Zhaoying        | Ha Tae-kwon Kang Kyung-jin            | Ge Fei Gu Jun                 | Liu Yong Ge Fei                     |
| India Open          | Heryanto Arbi          | Cindana Hartono    | Ade Lukas Ade Sutrisna                | Eti Tantra Cynthia Tuwankotta | Imam Tohari Emma Ermawati           |
| Swedish Open        | Ardy Wiranata          | Gong Zhichao       | Ha Tae-kwon Kang Kyung-jin            | Liu Lu Qiang Hong             | Michael Keck Erica van den Heuvel   |
| All England         | Dong Jiong             | Ye Zhaoying        | Ha Tae-kwon Kang Kyung-jin            | Ge Fei Gu Jun                 | Liu Yong Ge Fei                     |
| Swiss Open          | Dong Jiong             | Camilla Martin     | Lee Dong-soo Yoo Yong-sung            | Ge Fei Gu Jun                 | Liu Yong Ge Fei                     |
| Polish Open         | Tam Kai Chuen          | Yuli Marfuah       | Tony Gunawan Victo Wibowo             | Eti Tantra Cynthia Tuwankotta | Flandy Limpele Eti Tantra           |
| Malaysia Open       | Hermawan Susanto       | Susi Susanti       | Rexy Mainaky Ricky Subagja            | Ge Fei Gu Jun                 | Liu Yong Ge Fei                     |
| Indonesia Open      | Ardy Wiranata          | Susi Susanti       | Sigit Budiarto Candra Wijaya          | Eliza Nathanael Zelin Resiana | Tri Kusharyanto Minarti Timur       |
| Singapur Open       | Heryanto Arbi          | Mia Audina         | Sigit Budiarto Candra Wijaya          | Ge Fei Gu Jun                 | Bambang Suprianto Rosalina Riseu    |
| Russia Open         | Poul-Erik Høyer Larsen | Mette Pedersen     | Jon Holst-Christensen Michael Søgaard | Helene Kirkegaard Rikke Olsen | Jon Holst-Christensen Ann Jørgensen |
| US Open             | Poul-Erik Høyer Larsen | Camilla Martin     | Ha Tae-kwon Kim Dong-moon             | Qin Yiyuan Tang Yongshu       | Kim Dong-moon Ra Kyung-min          |
| German Open         | Peter Gade             | Camilla Martin     | Jens Eriksen Jesper Larsen            | Helene Kirkegaard Rikke Olsen | Jens Eriksen Marlene Thomsen        |
| Dutch Open          | Wong Choong Hann       | Judith Meulendijks | Jens Eriksen Jesper Larsen            | Pernille Harder Kelly Morgan  | Jonas Rasmussen Ann-Lou Jørgensen   |
| Denmark Open        | Dong Jiong             | Camilla Martin     | Jon Holst-Christensen Michael Søgaard | Ann Jørgensen Majken Vange    | Jens Eriksen Marlene Thomsen        |
| Hong Kong Open      | Peter Gade             | Gong Ruina         | Ha Tae-kwon Kim Dong-moon             | Chung Jae-hee Ra Kyung-min    | Kim Dong-moon Ra Kyung-min          |
| China Open          | Dong Jiong             | Gong Zhichao       | Ge Cheng Tao Xiaoqiang                | Ge Fei Gu Jun                 | Kim Dong-moon Ra Kyung-min          |
| Thailand Open       | Hendrawan              | Wang Chen          | Lee Dong-soo Yoo Yong-sung            | Qin Yiyuan Tang Yongshu       | Michael Søgaard Rikke Olsen         |
| Vietnam Open        | Chen Gang              | Susi Susanti       | Rexy Mainaky Ricky Subagja            | Eliza Nathanael Zelin Resiana | Bambang Suprianto Rosalina Riseu    |
| Grand Prix Finale   | Sun Jun                | Ye Zhaoying        | Sigit Budiarto Candra Wijaya          | Ge Fei Gu Jun                 | Liu Yong Ge Fei                     |